# Gwen Verdon
Gwyneth Evelyn "Gwen" Verdon (13 de gener de 1925 - 18 d'octubre de 2000) fou una actriu i ballarina estatunidenca. Va guanyar quatre premis Tony per les seves actuacions de comèdia musical, i va assistir com a ajudant de coreografia i entrenadora especialitzat en dansa de teatre i cinema. Amb els cabells vermells flamants i un refredat a la veu, Verdon va ser una intèrpret aclamada per la crítica de Broadway als anys cinquanta, seixanta i setanta. Després d'haver originat molts papers en musicals, també s'identifica amb el seu segon marit, el director i coreògraf Bob Fosse, recordada com la ballarina-col·laboradora-musa per a qui va coreografiar gran part de la seva obra i com a tutora del seu llegat després de la seva mort.

## Biografia
Verdon va néixer a Culver City, California, el segon fill de Gertrude Lilian (nascuda Standring; 24 d'octubre de 1896 - 16 d'octubre de 1956) i Joseph William Verdon (31 de desembre de 1896 - 23 de juny de 1978), immigrants britànics als Estats Units Units a través del Canadà. El seu germà era William Farrell Verdon (1 d'agost de 1923 - 10 de juny de 1991). El seu pare era electricista als MGM Studios, i la seva mare havia treballat al vodevil de la colla de danses de Denishawn, a més de professora de dansa.
De petita, tenia raquitisme, la qual cosa li deixava les cames tan desgraciades que els altres nens la van anomenar "Gimpy" i va passar els seus primers anys amb unes botes ortopèdiques i uns braços rígids per a les cames. La seva mare la va posar els tres anys a les classes de ball. Una formació addicional de ballet va reforçar les cames i va millorar el seu transport.
Quan tenia sis anys, ja ballava als escenaris. Va estudiar múltiples formes de ball, que van des del tap, el jazz, balls de saló i el flamenc fins al balinès. També va estudiar malabars. Als 11 anys, va aparèixer com a ballarina solista al film romàntic musical The King Steps Out (1936), dirigida per Josef von Sternberg i protagonitzada per Grace Moore i Franchot Tone. Va assistir a la Hamilton High School de Los Angeles i va estudiar amb l'entusiasta de ballet, Ernest Belcher. Mentre estava a l'escola secundària, va ser llançada en un revival de Show Boat.
El 1942, els pares de Verdon li van demanar que es casés amb un amic de la família i el periodista del diari James Henaghan després que la deixessin embarassada als 17 anys, i ella deixés la seva carrera de balladora per criar el seu fill. El 1945, va aparèixer com a ballarina al musical de la pel·lícula The Blonde From Brooklyn. Després de divorciar-se, va confiar el seu fill Jimmy a la cura dels seus pares.

### Carrera
Ben aviat, Verdon va trobar feina com a ajudant del coreògraf Jack Cole, el treball del qual va ser respectat tant pels estudis de cinema de Hollywood com per a Broadway. Durant els seus cinc anys de feina amb Cole, va ocupar petits papers en musicals de cinema com a "ballarina especialitzada". També va ensenyar dansa a estrelles com Jane Russell, Fernando Lamas, Lana Turner, Rita Hayworth, Betty Grable i Marilyn Monroe.
Verdon va començar a Broadway com un "gitana", passant d'una línia de cor a una altra. El seu paper més important va ser finalment quan el coreògraf Michael Kidd va llançar-la com a segona actriu femenina al musical Can-Can (1953) de Cole Porter, protagonitzat per la prima dona francesa Lilo. Els crítics fora de la ciutat van aclamar la interpretació de Verdon d'Eve al ballet Garden of Eden com una actuació que va posar en escena l'estrella de l'espectacle, que va demanar que el paper de Verdon es reduís a només dos números de ball destacats. Amb el seu paper reduït a poc més que una part de conjunt, Verdon va anunciar formalment la seva intenció de marxar en el moment que s'estrenés a Broadway. Però la rebuda que va tenir la seva interpretació de Garden of Eden la nit de l'estrena, amb el públic cridant el seu nom fins que l'actriu espantada va ser portada del vestidor amb una tovallola per rebre una ovació al teló. Verdon va rebre un augment salarial i el seu primer premi Tony per la seva actuació.
L'èxit crític i comercial més gran de Verdon va ser el seu següent espectacle, Damn Yankees (1955), de George Abbott, basat en la novel·la The Year the Yankees Lost the Pennant. El musical va tenir 1.019 funcions. Verdon va guanyar un altre Tony i va anar a Hollywood per repetir el seu paper a la versió de pel·lícula de 1958 Damn Yankees, cantant la cèlebre "Whatever Lola Wants". (es pot veure a Fosse sent la seva parella de ball en el duet original de mambo "Who's Got the Pain").
Verdon va guanyar un altre Tony per la seva actuació al musical New Girl in Town com a noia de sort que fugia del seu passat com a prostituta. Va guanyar el seu quart Tony per l'assassinat-misteri musical Redhead, al debut de Broadway de Fosse com a director/coreògraf. El 1960, Fosse i Verdon es van casar.
El 1966, Verdon va tornar als escenaris en el paper de Charity in Sweet Charity, que com molts dels seus anteriors triomfs de Broadway va ser coreografiat i dirigit pel seu marit Fosse. L'espectacle es basa en el guió de Federico Fellini «Les nits de Cabiria». La va seguir una versió de pel·lícula protagonitzada per Shirley MacLaine com a Charity, amb Ricardo Montalbán, Sammy Davis Jr. i Chita Rivera, amb Fosse al capdavant de la seva primera pel·lícula com a director i coreògraf. Verdon va ajudar amb la coreografia. Els números inclouen el famós "Big Spender"," Rhythm of Life "," If My Friends Could Me See Now ", i" I'm a Brass Band ". Verdon també viatjaria a Berlín per ajudar a Fosse amb Cabaret, la pel·lícula musical per la qual va guanyar un Oscar per Millor director .
Tot i que es van separar com a parella, Verdon i Fosse van continuar col·laborant en projectes com el musical Chicago (1975) (en el qual va originar el paper de l'assassina Roxie Hart) i el musical Dancin' (1978), a més de la pel·lícula autobiogràfica de Fosse Comença l'espectacle (1979) La companya/ajudant interpretada per Leland Palmer en aquesta pel·lícula es basa en el paper que Verdon va jugar a la vida real de Fosse. També va desenvolupar una estreta relació de col·laboració amb la companya de Fosse, la ballarina de Broadway, Ann Reinking, i va donar classes per a les classes de teatre musical de Reinking.
Després de crear el paper de "Roxie Hart" oposada a la "Velma Kelly" de Chita Rivera al musical Chicago, Verdon se centrà en el cinema, interpretant papers de caràcter en pel·lícules com Cotton Club (1984), Cocoon (1985) and Cocoon: The Return (1988). Va continuar ensenyant dansa i teatre musical i a actuar. Va rebre tres nominacions al Premi Emmy per aparicions a Magnum, P.I. (1988), Dream On (1993) and Homicide: Life on the Street (1993). Verdon va aparèixer com a mare del personatge del títol a la pel·lícula Alice de Woody Allen (1990) i com a Ruth a Marvin's Room (1996), co-protagonitzades per Meryl Streep, Diane Keaton i Leonardo DiCaprio. El 1999, Verdon va exercir de consultora artística en un musical de Broadway dissenyat per mostrar exemples de coreografies clàssiques de Fosse. Es digué simplement Fosse, l'espectacle va ser concebut i dirigit per Richard Maltby Jr. i Ann Reinking i coreografiat per Reinking i Chet Walker. La filla de Verdon, Nicole, va rebre un crèdit de "gràcies especial". L'espectacle va guanyar un premi Tony al millor musical.
El 1997 Verdon va aparèixer en un episodi de Walker Texas Ranger com a "Maisie Whitman". Va reprendre el paper el 1999.
Verdon va interpretar Alora a la pel·lícula Walking Across Egypt (1999) i va aparèixer a la pel·lícula Bruno, estrenada el 2000. Verdon va rebre un total de quatre Tonys, com a millor actriu de repartiment per Can-Can (1953) i millor actriu protagonista per Damn Yankees (1955), New Girl in Town (1957) i Redhead (1959). També va guanyar un premi Grammy per la gravació de repartiment de Redhead.
Verdon va ser ingressar al Saló de la Fama del Teatre Americà el 1981. El 1998, va ser guardonada amb la Medalla Nacional de les Arts.

### Vida personal
Verdon es va casar dues vegades i va tenir dos fills. Es va casar amb el periodista de tabloids James Henaghan el 1942. Van tenir un fill, Jim, l'any següent i es van divorciar el 1947. El 1960, Verdon es va casar amb el coreògraf Bob Fosse. Van tenir una filla, Nicole, el 1963. Els afers extramatrimonials de Fosse van fer trontollar el seu matrimoni, i el 1971, Verdon i Fosse es van separar, tot i que mai no es van divorciar. Va ser parella dels actors Scott Brady i Jerry Lanning, fill de Roberta Sherwood. Verdon es trobava amb Fosse quan ell va patir un atac de cor fatal al Willard Hotel de Washington, D.C. al setembre de 1987.
Verdon era aficionada als gats, arribant a tenir fins a sis gats alhora, amb les mascotes que portaven noms com "Feets Fosse", " Junie Moon " i "Tidbits Tumbler Fosse".
Verdon era una defensora de la salut mental; més tard a la vida, va parlar obertament sobre els efectes positius de l'assessorament en salut mental. Juntament amb l'ensenyament de la dansa com a forma de teràpia, va formar part del consell d'administració del New York Postgraduate Center for Mental Health, i va recaptar activament fons per donar suport a la investigació en salut mental.

### Mort
El 18 d'octubre del 2000, Verdon va morir als 75 anys mentre dormia d'un atac de cor a la casa de la seva filla Nicole, a Woodstock, Vermont. Aquella nit, a les 20 h, tots els llums de les marquesines de Broadway es van atenuar en un homenatge a l'actriu.

## A la cultura popular
Fosse/Verdon és una minisèrie nord-americana de 8 capítols protagonitzada per Sam Rockwell com Fosse i Michelle Williams com Verdon. La sèrie, que explica la història de la problemàtica relació personal i professional de la parella, es basa en la biografia Fosse de Sam Wasson. Es va estrenar en vuit el 9 d'abril de 2019 a FX. A la 71a edició dels Premis Primetime Emmy, Fosse/Verdon va rebre disset nominacions, entre les quals hi havia el de Minisèrie Excepcional i nominacions per a actuacions de Rockwell, Williams i Qualley. Williams va guanyar l'Emmy com a actriu destacada en una minisèrie.

## Crèdits professionals

### Teatre
| Any  | Títol               | Paper                  | Notes                                                            |
| ---- | ------------------- | ---------------------- | ---------------------------------------------------------------- |
| 1950 | Alive and Kicking   | Ella mateixa           | Revista musical                                                  |
| 1953 | Can-Can             | Claudine/Eve           | Premi Tony a la millor actriu de repartiment de musical          |
| 1955 | Damn Yankees        | Lola                   | Premi Tony a la millor actriu protagonista de musical            |
| 1957 | New Girl in Town    | Anna                   | Premi Tony a la millor actriu protagonista de musical            |
| 1959 | Redhead             | Essie Whimple          | Premi Tony a la millor actriu protagonista de musical            |
| 1966 | Sweet Charity       | Charity Hope Valentine | Nominada – Premi Tony a la millor actriu protagonista de musical |
| 1972 | Children! Children! | Helen Giles            | Només realitzà una funció (13 prèvies)                           |
| 1975 | Chicago             | Roxie Hart             | Nominada – Premi Tony a la millor actriu protagonista de musical |

### Cinema
| Any  | Títol                                     | Paper                            | Notes |
| ---- | ----------------------------------------- | -------------------------------- | --- |
| 1936 | The King Steps Out                        | Ballarina                        | No apareix als títols de crèdit |
| 1943 | Hoosier Holiday                           | Cheerleader                      | No apareix als títols de crèdit |
| 1945 | The Blonde from Brooklyn                  | Noia al Nightclub                | No apareix als títols de crèdit |
| 1951 | On the Riviera                            | Specialty Dancer                 | No apareix als títols de crèdit |
| 1951 | David i Betsabé                           | Ballarina                        | No apareix als títols de crèdit |
| 1951 | Meet Me After the Show                    | Sappho                           | No apareix als títols de crèdit, as a prominent dancer in "No Talent Joe", sung by Betty Grable                                                                    |
| 1952 | Dreamboat                                 | Girl                             | No apareix als títols de crèdit |
| 1952 | La viuda alegre                           | Ballarina de Can-Can             | No apareix als títols de crèdit |
| 1953 | The I Don't Care Girl                     | Specialty Dancer                 | No apareix als títols de crèdit |
| 1953 | The Mississippi Gambler                   | Ballarina Voodoo                 | No apareix als títols de crèdit |
| 1953 | The Farmer Takes a Wife                   | Abigail                          | No apareix als títols de crèdit |
| 1955 | Els senyors es casen amb les morenes      | Ballarina                        | No apareix als títols de crèdit |
| 1958 | Damn Yankees                              | Lola                             | Nominada—Premi BAFTA - Millor debut |
| 1978 | Sgt. Pepper's Lonely Hearts Club Band     | Our Guests at Heartland          | |
| 1982 | Creepshow                                 | Voice of Lenora Castonmeyer      | No apareix als títols de crèdit |
| 1984 | The Cotton Club                           | Tish Dwyer                       | |
| 1985 | Cocoon                                    | Bess McCarthy                    | Nominada—Premi Saturn a la Millor actriu de repartiment |
| 1987 | Nadine                                    | Vera                             | |
| 1988 | Cocoon: The Return                        | Bess McCarthy Selwyn             | |
| 1990 | Alice                                     | Alice's mother                   | |
| 1994 | Oldest Living Confederate Widow Tells All | Etta Pell, Nursing Home Resident | |
| 1996 | L'habitació d'en Marvin                   | Ruth Wakefield                   | Nominada—Premi del Sindicat d'Actors de Cinema - Millor Actuació d'un repartiment Nominada—Premi del Sindicat d'Actors de Cinema a la Millor actriu de repartiment |
| 1999 | Walking Across Egypt                      | Alora                            | |
| 2000 | Bruno                                     | Mrs. Drago                       | |

### Televisió
| Any       | Títol                        | Paper                  | Notes |
| --------- | ---------------------------- | ---------------------- | --- |
| 1954      | Goodyear Playhouse           | Shirley Kochendorfer   | Episodi: "Native Dancer"                                                                                   |
| 1972      | Love, American Style         | Estelle Mayberry       | Segment: "Love and the New Act"                                                                            |
| 1973      | The $10,000 Pyramid          | Famós convidat         | Setmana del 22 al 26 d'octubre, jugant contra Godfrey Cambridge                                            |
| 1981      | M*A*S*H                      | Brandy Doyle           | Episodi: "That's Show Biz"                                                                                 |
| 1982      | Fame                         | Melinda MacNeil        | Episodi: "Come One, Come All"                                                                              |
| 1982      | All My Children              | Judith Kingsley Sawyer | Episodis desconeguts                                                                                       |
| 1983      | Legs                         | Maureen Comly          | Pel·lícula per a la televisió                                                                              |
| 1984      | The Jerk, Too                | Bag Lady               | Pel·lícula per a la televisió; No apareix als títols de crèdit                                             |
| 1984      | Gimme a Break!               | Lily                   | Episodi: "The Center"                                                                                      |
| 1985      | Trapper John, M.D.           | Ms. Taylor             | Episodi: "All the King's Horses"                                                                           |
| 1985      | Kids Incorporated            | Ruth                   | Episodi: "Grandma, Won't You Dance with Me"                                                                |
| 1985–1988 | Magnum, P.I.                 | Katherine Peterson     | 5 Episodis Nominada—Primetime Emmy Award for Outstanding Guest Actress in a Drama Series                   |
| 1986      | L'equalitzador               | Kelly Sterling         | Episodi: "Unnatural Causes"                                                                                |
| 1986      | All Is Forgiven              | Bonita Harrell         | Episodi: "I Can't Say No"                                                                                  |
| 1986–1988 | Webster                      | Aunt Charlotte         | 3 Episodis                                                                                                 |
| 1987      | Hotel                        | Iris Lloyd             | Episodi: "Second Thoughts"                                                                                 |
| 1989      | Dear John                    | Yvonne                 | Episodi: "The Second Time Around"                                                                          |
| 1992      | Dream On                     | Kitty Brewer           | Episodi: "For Peter's Sake" Nominada—Primetime Emmy Award for Outstanding Guest Actress in a Comedy Series |
| 1993      | Homicide: Life on the Street | Jessie Doohen          | Episodi: "Ghost of a Chance" Nominada—Primetime Emmy Award for Outstanding Guest Actress in a Drama Series |
| 1993      | Key West                     | Sister Grace           | Episodi: "Gimme Shelter"                                                                                   |
| 1994      | The Cosby Mysteries          | Yolanda                | 2 Episodis                                                                                                 |
| 1996      | In Cold Blood                | Sadie Truitt           | 2 Episodis                                                                                                 |
| 1997      | Touched by an Angel          | Lorraine McCully       | Episodi: "Missing in Action"                                                                               |
| 1997–1999 | Walker, Texas Ranger         | Maisie Whitman         | 2 Episodis                                                                                                 |
| 1998      | Promised Land                | Karen Hatcher          | Episodi: "Undercover Granny"                                                                               |

## Premis i nominacions
| Any  | Premi                      | Categoria                                                | Treball                      | Resultat   | Notes                                             |
| ---- | -------------------------- | -------------------------------------------------------- | ---------------------------- | ---------- | ------------------------------------------------- |
| 1953 | Premis Theatre World       | Premis Theatre World                                     | Can-Can                      | GUANYADORA |                                                   |
| 1954 | Premis Tony                | Millor actriu de repartiment de musical                  | Can-Can                      | GUANYADORA |                                                   |
| 1956 | Premis Tony                | Millor actriu protagonista de musical                    | Damn Yankees                 | GUANYADORA |                                                   |
| 1958 | Premis Tony                | Millor actriu protagonista de musical                    | New Girl in Town             | GUANYADORA | Conjuntament amb la co-protagonista Thelma Ritter |
| 1959 | Premis Tony                | Millor actriu protagonista de musical                    | Redhead                      | GUANYADORA |                                                   |
| 1959 | Premis BAFTA               | Debutant més prometedora                                 | Damn Yankees                 | Nominada   | Titulada What Lola Wants al Regne Unit            |
| 1959 | Premis Gramy               | Millor album d'un espectacle de Broadway                 | Redhead                      | GUANYADORA |                                                   |
| 1966 | Premis Tony                | Millor actriu protagonista de musical                    | Sweet Charity                | nominada   |                                                   |
| 1966 | Outer Critics Circle       | Actuació més destacada                                   | Sweet Charity                | GUANYADORA |                                                   |
| 1976 | Premis Tony                | Millor actriu protagonista de musical                    | Chicago                      | nominada   |                                                   |
| 1988 | Premis Primetime Emmy      | Actriu convidada més destacada en un dramàtic            | Magnum, P.I.                 | nominada   |                                                   |
| 1993 | Premis Primetime Emmy      | Actriu convidada més destacada en una comèdia            | Dream On                     | nominada   |                                                   |
| 1993 | Premis Primetime Emmy      | Actriu convidada més destacada en un dramàtic            | Homicide: Life on the Street | nominada   |                                                   |
| 1997 | Premis Screen Actors Guild | Actriu més destacada en un paper de repartiment          | Marvin's Room                | nominada   |                                                   |
| 1997 | Premis Screen Actors Guild | Actuació del repartiment més destacada en una pel·lícula | Marvin's Room                | nominada   |                                                   |